# Daniele Rosa
Daniele Rosa (ur. 29 października 1857 w Susie, zm. 28 kwietnia 1944 w Novi Ligure) – włoski zoolog, ewolucjonista.
Rosa opublikował kilka prac na temat ewolucji, m.in. książkę z 1899 roku La riduzione progressiva della variabilità (wł. „O progresywnej redukcji zmienności”) oraz publikację Ologenesi – Nuova Teoria dell' Evoluzione e della Distribuzione dei Viventi (wł. „Hologeneza – nowa teoria ewolucji i geograficznego rozprzestrzenienia życia”) z 1918 roku. W drugiej z nich Rosa twierdził, że gatunek zawsze dzieli się na dwa gatunki potomne – niezależnie od okoliczności, nawet w stabilnym środowisku – z których jeden ewoluuje w szybszym tempie niż drugi. Według teorii Rosy gatunki ewoluują powoli, a proces ten dotyczy wszystkich jego przedstawicieli (stąd nazwa „hologeneza”, od greckiego słowa holos – „wszystko”). Niektórzy naukowcy, jak antropolog G. Montandon, zgadzali się z poglądami Rosy, podczas gdy inni, np. George Gaylord Simpson, odrzucali je. Simpson określił jego teorie jako „największe kuriozum w historii nauki, niewymagające dalszego komentarza”. Poglądów Rosy bronił m.in. Giuseppe Colosi, jego ostatni student. Przez niektórych Rosa był określany nawet jako pseudonaukowiec, jednak zdaniem Michele Luzzatto i współpracowników w rzeczywistości nim nie był, mimo iż jego teorie okazały się niesłuszne. Ich zdaniem niektóre aspekty teorii hologenezy są szerzej akceptowane niż się to powszechnie zakłada. Prace Rosy są bardzo mało znane, prawdopodobnie dlatego, że nigdy nie publikował on w języku angielskim.
Niektórzy badacze sugerowali, że niemiecki entomolog Willi Hennig kluczowe aspekty opracowanej przez niego „systematyki filogenetycznej” zaczerpnął z publikacji Rosy – jest to jednak wątpliwe, gdyż Hennig – mimo iż kilka lat po II wojnie światowej spotkał się we Florencji z Colosim, byłym studentem Rosy – najprawdopodobniej nie czytał jego prac, gdyż były one wówczas bardzo trudno dostępne. Poza tym w momencie spotkania z Colosim Hennig spisał już podstawy systematyki filogenetycznej, a ewentualna lektura publikacji Rosy prawdopodobnie nie wpłynęła na jego teorie.